# Juan Carlos Mastrángelo
Juan Carlos Mastrángelo (Nueva York, Estados Unidos; 6 de enero de 1970-24 de junio de 2018) fue un guionista, humorista, director de teatro y actor argentino de extensa trayectoria.

## Trayectoria
En 1989 comenzó su vocación de actor tras estudiar en el Taller de Ricardo Bartis. Estudió en la Escuela de Carlos Gandolfo desde 1992 hasta 1994. En 1999 y hasta 2001 se capacitó en el Taller de Luis Romero. Tras ingresar a la Universidad Popular de Belgrano tuvo como docentes a actores como Carlos Parrilla y Carlos de Urquiza.
Comenzó su carrera como actor en el teatro infantil. Luego escribió sketches en programas como Decime cuál es tu nombre, La cajita social show, Poné a Francella y algunos episodios de Casados con hijos.
Junto a Damián Szifron fueron los guionistas de la serie Hermanos y Detectives, en su versión para la televisión española.
Como actor tuvo participaciones en ficciones, entre las que se destacan Rincón de luz, Los buscas de siempre, Mi cuñado, Los secretos de papá, Los Roldán, ¿Quién es el jefe? y Alma Pirata. Trabajó en propagandas como Honda Miami, Network en España, Mac Donalds, Cerveza Santa Fe, Masterd Card y Rellenitas Chunky.
En cine trabajó en la película Habano y cigarrillos con la dirección de Diego Recalde, junto a Pachi Barreiro, Lucy Czopowicz,	Florencia D'Agostino y Osvaldo Djeredjian.
En los últimos años se dedicó de lleno a la docencia teatral. Su última actuación en teatro fue en la obra cómica Copycat, junto con el humorista Fernando Ramirez y Greys Koch.

## Televisión
Como guionista
- 2012: Boyando
- 2010: Highway: Rodando la Aventura
- 2009: Hermanos y detectives.
- 2009: Ciega a citas.
- 2005/2006: Amor mío.
- 2005: Casados con hijos.
- 2002/2003: Malandras.
- 2001: Pone a Francella.
- 2001: La Cajita Social Show.
- 1999/2002: Venite con Georgina.
- 1998/1999/2000: Teleshow.
- 1998: La condena de Gabriel Doyle.
- 1996: Decime cual es tu nombre.
- 1994-1995: Nico.
- 1990: 360: Todo para ver.

Como actor
- 2012: Boyando.
- 2010: Malparida.
- 2006: Alma Pirata
- 2005: ¿Quién es el jefe?.
- 2005: Los Roldán.
- 2004: Los secretos de papá
- 2003: Rincón de luz.
- 2002: Franco Buenaventura, el profe.
- 2000: Los médicos de hoy.
- 2000: Los buscas de siempre.
- 1999: Trillizos, dijo la partera.
- 1999: Libremente América
- 1999: La cueva del chancho.
- 1992/1996: Mi cuñado.

## Teatro
Como director
- 2015: La Mujer que encontró la verdad.
- 2015: Vivir en la pregunta.
- 2007: Humor Mastrángelo

Como actor
- 2017: Copycat.
- 2015: Vivir en la pregunta
- 2007: Humor Mastrángelo
- 2005: Acreedores
- 2005: Marionetas del pene
- 2002/2004: Humor con Juan Carlos Mastrángelo
- 1993: Las Re-Aventuras de Tito
- 1991/92/93: Tornillos flojos, Caídos del mapa, Paquetito, A ver que veo y Mentiras de grandes y Robinson Crusoe el Mar.

## Fallecimiento
En la madrugada del domingo 24 de junio de 2018, sufrió un accidente: mientras hacía unos arreglos, cayó del balcón del tercer piso en el edificio donde vivía en Monroe y Avenida del Libertador, golpeó su cabeza contra la vereda y murió en el acto. Tenía 48 años.